# Ifølge loven
Ifølge loven (russisk: По закону) er en sovjetisk film fra 1926 af Lev Kulesjov.

## Medvirkende
- Aleksandra Khokhlova som Edith Nelson
- Sergej Komarov som Hans Nelson
- Vladimir Fogel som Michael Dennin
- Pjotr Galadzjev som Harkey
- Porfirij Podobed